# 過冷却
過冷却（かれいきゃく、英: supercooling, undercooling）とは、物質の相転移において、変化するべき温度以下でもその状態が変化しないでいる状態を指す。たとえば液体が凝固点を過ぎて冷却されても固体化せず、液体の状態を保持する現象。水であれば摂氏零度以下でもなお凍結しない状態を指す。第一種相転移でいう準安定状態にあたる。水の場合衝撃を与えると急激に凍る。

## 概説
物質は一般的に固体・液体・気体の三つの相を持ち、それらは温度と圧力の影響の元で決定される。詳細は相転移を参照されたいが、おおよそ温度が下がるにつれて 気体→液体→固体 へと変化し、その変化する温度は沸点・融点（凝固点）と呼ばれて物質の特性とされる。しかし、現実にはこれに合わない例が往々にして出現する。
液体を構成する分子が結晶化過程（第一種相転移）に移行するためには、物理的刺激によって核となる微小な相を生成させる必要があるが、過冷却においては微小相の発達が不十分で、相転移が行われない。このため極めて平静な、安定した状況で発生しやすい。

## 限界
水では-40℃ほどが限界である。

## 比熱の増加
温度が融点より下がれば下がるほど、比熱が増加しより多くの熱を吸収するようになる。ちなみに、一旦凍ってしまえば氷の比熱は水の比熱の半分ほどと小さい。

## 具体例
たとえば水を冷却してゆくとその融点である0℃で凍るのであるが、ごくゆっくりと温度を下げてゆくとより低温の水が得られる場合がある。その状態が過冷却にあたる。自然現象の雨氷や霧氷も過冷却によるものである。
過冷却状態にある水に、振動などの何らかの刺激を加えると、急速に結晶化する（接種凍結）。瓶に入っていれば、叩いただけでみるみる凍結し、別の容器に移し替えようとすると注がれながら凍っていくので柱状の氷が形成されたりする。例えば、冬季に暖房をしていない暗室（フィルムや印画紙を現像する作業室）において、現像停止用の氷酢酸（融点16.6℃）を試薬ビンからほかの容器に注ぐときなどに、経験することがある。

## 過冷却防止剤
過冷却現象を利用することで断熱なしで熱を蓄え、衝撃を与えることで必要な時に熱を取り出せる。
一方で常時安定して高い温度を供給することを求められる冷暖房用の蓄熱装置としては好ましくない。
核生成剤を添加することで過冷却を抑制できる。
核生成剤には塩のほか活性炭、多孔体がある。
複数の相変化材料を用い、より高温で相変化する材料の結晶化を通じて誘発する方法もある。

## 過冷却促進剤
後述するCAS冷凍では磁場を用いて過冷却を維持している。(→過冷却#CAS冷凍庫)

### 生体内における利用
凍結は水の体積を膨張させ細胞を破壊するため生物にとっては致命的である。
一部の好冷生物は過冷却促進物質を生成することで凍結を防止し氷点下での生存を可能にしている。
寒冷地に成育する樹木の代謝物を調査した結果、優れた過冷却促進効果を持つ物質が発見された。
これによりシベリアのような極寒の地であっても樹木は生存出来る。

## 「過冷却」の現象を利用した商品

### エコカイロ
2008年頃から、「エコカイロ」などの名称で知られる、再利用可能なカイロが販売されるようになった。ビニールの容器に、酢酸ナトリウム水溶液と金属片が入って密封されているだけという非常にシンプルな構造をしている。使い方は、金属片に、曲げる、押すなどの刺激を与えるだけであり、刺激を与えた瞬間に透明の液体状であった内容液が白い不透明の凝固体へと変化し始める。その時に発生する凝固熱をカイロとして利用することができる。周囲の環境や製品にもよるが、45から50℃位の温度で40から60分程度持続させることができる。これは酢酸ナトリウム水溶液の過冷却を利用した製品であるため、固体化してしまった内容液は熱湯で液体に戻し、室温まで放置冷却する（過冷却させる）ことによって何度でも再利用することができる。
ちなみに、厳密に言えば酢酸ナトリウムの過冷却は水に本来の溶解度を超えて酢酸ナトリウムが溶けている過飽和現象である。水のような単体の過冷却とは仕組みが異なる。約60%より濃度が低い酢酸ナトリウム溶液で過冷却が破れた場合、液体の飽和溶液と固体の酢酸ナトリウム三水和物結晶にわかれる。（相分離）

### CAS冷凍庫
氷点下の庫内に磁場を与えながら、食品や生花などの中の水分に過冷却状態を作ろうとする技術。過冷却状態から冷凍することで、氷結にともなう細胞膜の破損を防ぐとする。

### SUPER CHILL!コカ･コーラ
フタをあけた瞬間に凍っていくコカ・コーラ。日本ではフジテレビの2010年夏の催し物・お台場合衆国2010で、抽選で飲むことができた。

### 三ツ矢フリージングサイダー
ペットボトルを開栓すると凍り始めるサイダー。専用冷蔵庫で -5℃前後に過冷却された状態で販売される。2014年6月発売。

### アイスコールド コカ・コーラ
セブン-イレブンの一部店舗で発売されている。「アイスコールドクーラー」で -4℃まで冷やした、液体が凍り始める手前ぎりぎりの状態にある「コカ･コーラ」。

### アイススラリー冷蔵庫
シャープが企業レンタル向けに製造。格納した飲料水を過冷却によりアイススラリーに変化させる。